# Oskar Lüthy
Oskar Lüthy (26. června 1882, Bern, Švýcarsko – 1. října 1945, Curych, tamtéž) byl švýcarský malíř, člen skupiny Der moderne Bund. V roce 1933 mu byla zakázána malířská činnost a v roce 1937 byla jeho díla spolu s mnoha dalšími vystavena na výstavě Entartete Kunst v Mnichově.

## Externí odkazy

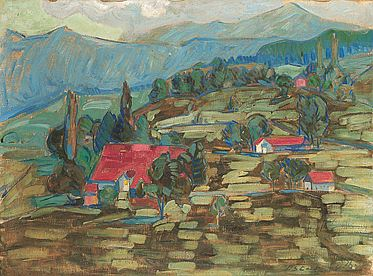
Obraz Landschaft mit Häusern und Bäumen (krajina s domy a stromy)